# Мотіулла Хан
Мотіулла Хан (31 січня 1938 — 12 серпня 2022) — пакистанський хокеїст на траві.
Олімпійський чемпіон 1960 року, срібний призер 1956, 1964 років.
Переможець Азійських ігор 1958 та 1962 років.
Дядько олімпійських чемпіонів з хокею на траві Калімулли та Саміулли Ханів.